# Mireille Granelli
Mireille Granelli, née à Boulogne-Billancourt en 1936, est une actrice française

## Biographie
Mireille Granelli, née à Boulogne-Billancourt en 1936.
Après avoir joué dans deux films français, elle arrive en Italie en 1956 où elle tient un rôle principal (Lea) dans « Ces sacrés étudiants », réalisé par Luigi Filippo D'Amico. Après le film «Le Château des amants maudits » (1956) de Riccardo Freda, elle retourne en France, où elle joue dans cinq autres films.
Elle revient en Italie en 1961, avec un nouveau rôle principal (Rita Bardacci) dans «Mission ultra-secrète » de Luciano Salce, entre 1963 et 1968, elle participe à deux péplums et à un western spaghetti.
Mariée à l'acteur Ettore Manni, avec lequel elle apparaît dans le film La Terreur des Kirghiz (1964), et avec qui elle a une fille, elle abandonne après 1968 sa carrière cinématographique.,.

## Filmographie partielle
- 1955 : Futures Vedettes de Marc Allégret
- 1956 : Pardonnez nos offenses de Robert Hossein
- 1956 : Le Château des amants maudits de Riccardo Freda
- 1956 : Les Truands de Carlo Rim
- 1957 : Ces sacrés étudiants (Noi siamo le colonne) de Luigi Filippo D'Amico
- 1957 : Le Grand Bluff de Patrice Dally
- 1958 : Mimi Pinson de Robert Darène
- 1958 : Si le roi savait ça (Al servizio dell'imperatore) de Caro Canaille et Edoardo Anton
- 1958 : Croquemitoufle ou Les Femmes des autres de Claude Barma
- 1961 : Mission ultra-secrète (Il federale) de Luciano Salce
- 1964 : La Terreur des Kirghiz (Ursus, Il Terrore dei Kirghisi) d'Anthony Dawson
- 1965 : Mission spéciale à Caracas de Raoul André
- 1968 : Les colts brillent au soleil de Sergio Merolle